# Palazzo Fusco

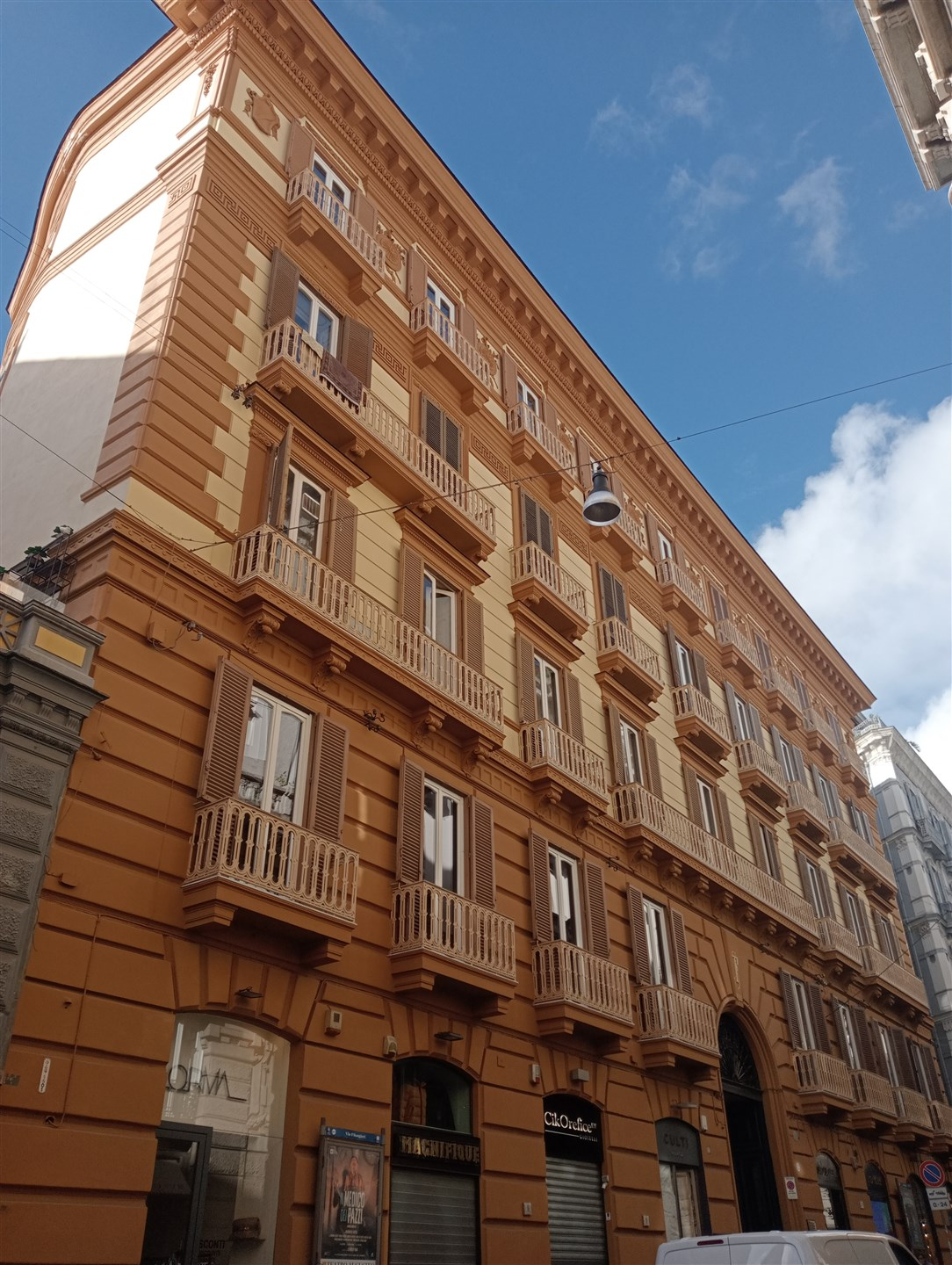
Palazzo Fusco in Neapel: Fassade

Der Palazzo Fusco ist ein Palast aus dem 19. Jahrhundert im Viertel San Ferdinando in Neapel in der italienischen Region Kampanien. Er liegt in der Via Gaetano Filangieri, 21.

## Geschichte
Der Senator und Rechtsanwalt Salvatore Fusco beauftragte den Architekten Emmanuele Rocco mit dem Bau des Gebäudes, als dieser gerade die Galleria Umberto I vollendet hatte. Auf dem Schlussstein des Portals sind das Fertigstellungsjahr (1890) und das Siegel des Auftraggebers angegeben.

## Beschreibung
Der Palast unterscheidet sich im Baustil von der damals in Neapel modernen Neurenaissance und kann eher einem neubarocken Stil zugeordnet werden, einer Hommage an das 18. Jahrhundert in Neapel. An der fünfstöckigen Fassade (Erdgeschoss, Zwischengeschoss und drei Obergeschosse) sticht das erste Obergeschoss hervor, weil nur dort über den Fenstern schmale, gerade Bänder angebracht sind. Durch den Empfangssalon, der mit hellem Stuck verziert ist, gelangt man in den kleinen Innenhof, den an der Rückwand eine offene Treppe kennzeichnet, deren Korbbögen verglast sind und an deren unterem Ende es einen künstlerisch gestalteten Unterschlupf in Glas und Schmiedeeisen gibt.
In vielen Räumen des Palastes sind Fresken und Dekorationen erhalten, die vermutlich ebenfalls von Fusco in Auftrag gegeben wurden. Dort hatte auch der bekannte Rechtsanwalt Enrico Tuccillo, der im April 2020 verstorben ist, seine Kanzlei.

## Bildergalerie

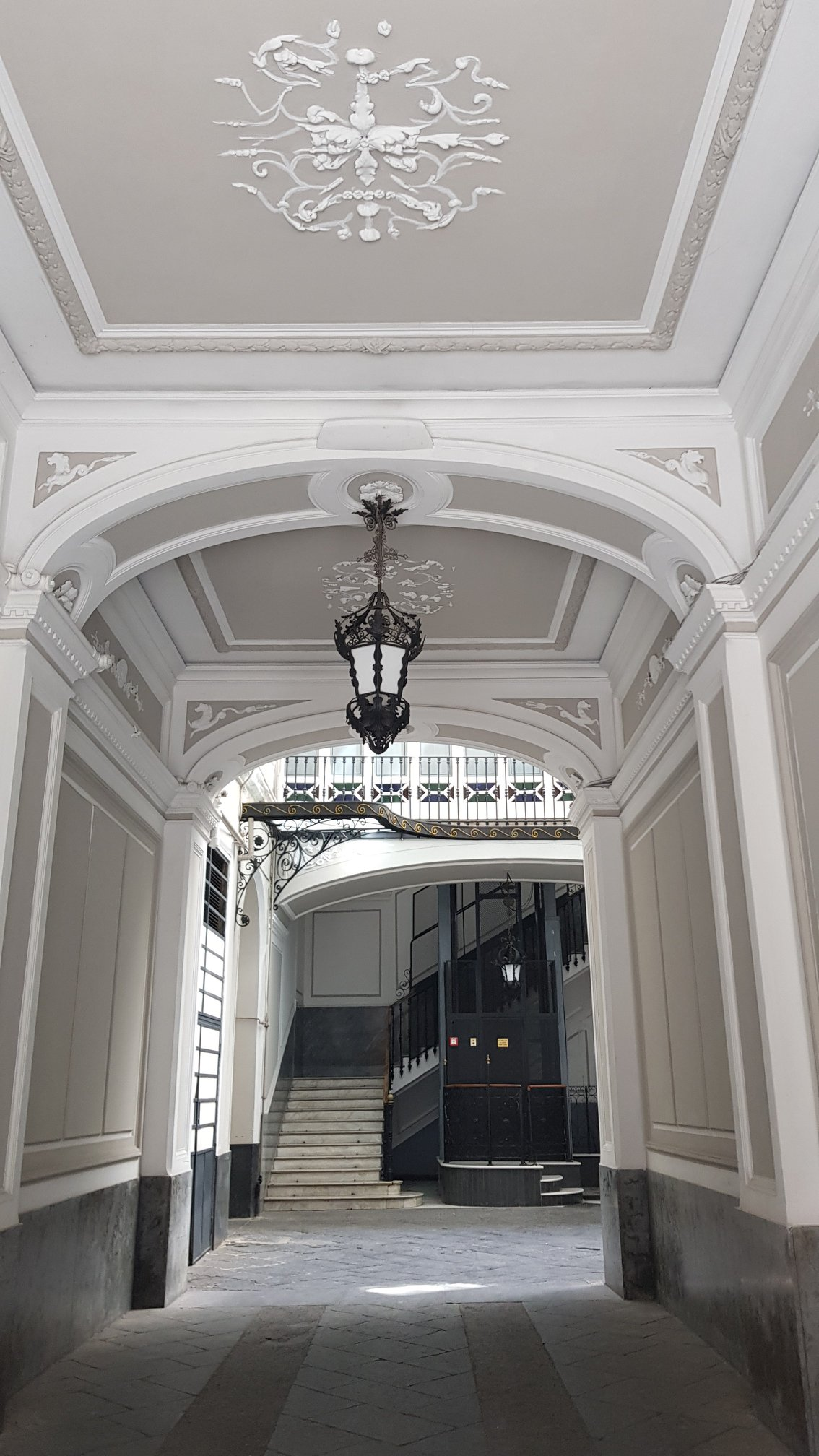
Empfangssalon
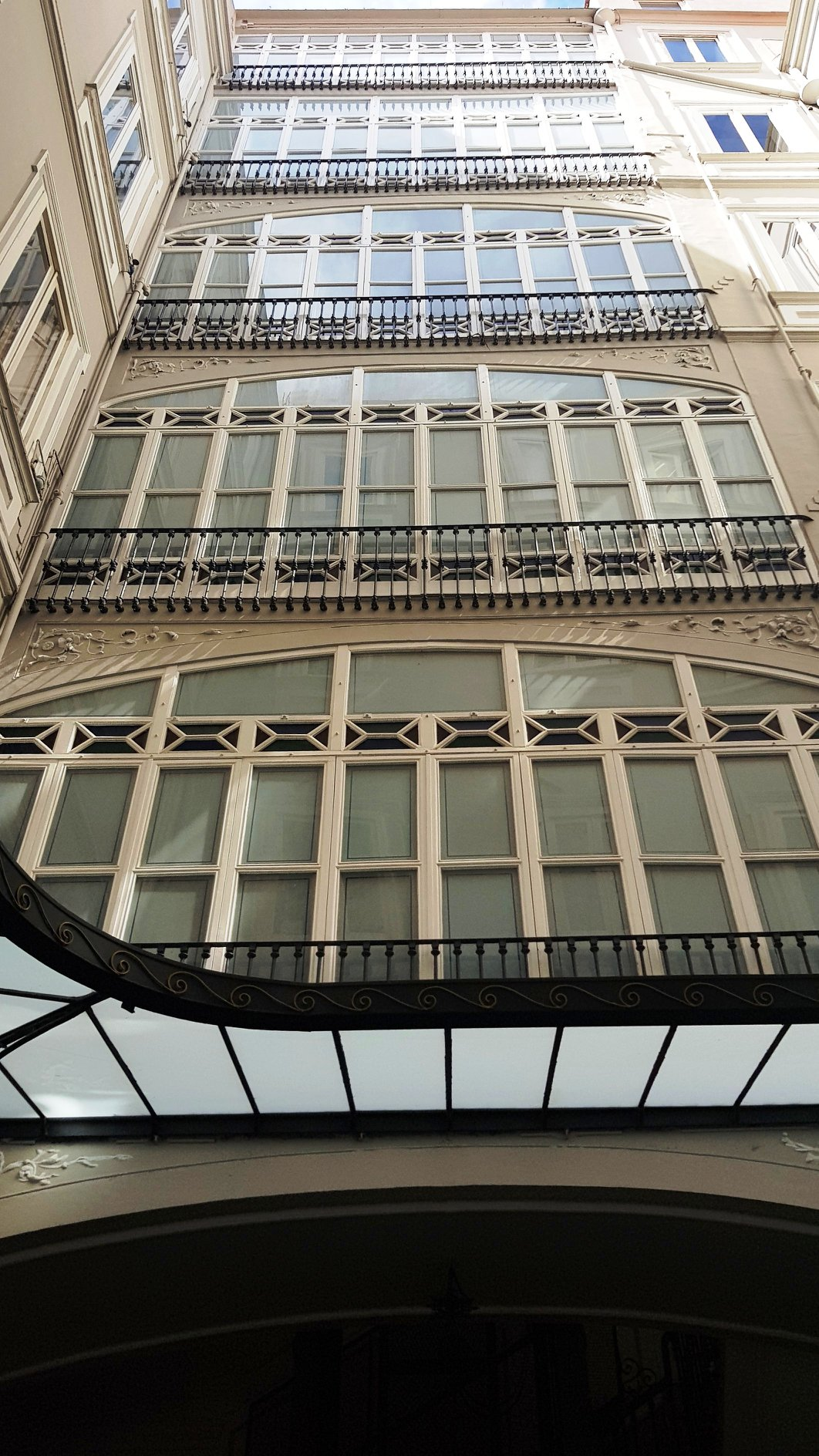
Offene Treppe